# 4-tert-Butylcyclohexanon
4-tert-Butylcyclohexanon ist eine chemische Verbindung aus der Gruppe der Ketone.

## Gewinnung und Darstellung
4-tert-Butylcyclohexanon kann durch Reaktion von 4-tert-Butylcyclohexanol mit mCPBA gewonnen werden.

## Eigenschaften
4-tert-Butylcyclohexanon ist ein weißer Feststoff mit holzigem Geruch, der praktisch unlöslich in Wasser ist.

## Verwendung
4-tert-Butylcyclohexanon wird als Duftstoff in der Kosmetik eingesetzt.